# Kolloid-osmotisk tryk
Kolloid-osmotisk tryk (KT) er et osmotisk tryk der bevirkes af kolloiderne i blodet. Kolloiderne er først og fremmest plasmaproteiner. Det kolloid-osmotiske tryk er det tryk som suger væsken tilbage til blodbanen. Et osmotisk tryk opstår som følge af den proces der kaldes osmose. Osmose er diffusion af vandmolekyler fra et sted med høj vandkoncentration (dvs. lav koncentration af opløst stof, her plasmaproteiner) til et sted med lav vandkoncentration (dvs. høj koncentration af opløst stof). Forskellen i koncentrationer opretholdes af en semipermeabel membran, dvs. en membran der er gennemtrængelig for typisk små molekyler som vand, oxygen eller kuldioxid – men ikke gennemtrængelig for store molekyler som fx plasmaproteiner. I levende organismer udgør cellemembranen den semipermeablemembran. Cellemembranen i de celler der udgør kapillærernes karvægge, udgør således den semipermeable membran der er aktuel i forbindelse med det kolloidosmotiske tryk.
Blodet består af blodceller (erytrocytter og leukocytter) og plasma. Plasmaet består af 10 % tørstof og 90 % vand. Tørstoffet indeholder uorganisk materiale såsom salte, og organisk materiale såsom næringsstoffer, affaldsstoffer og plasmaproteiner. Nogle af de plasmaproteiner som findes i blodet er fibrinogen, globuliner og albumin. Disse plasmaproteiner kaldes kolloider. Plasmaproteinerne kan i modsætning til vand, oxygen, kuldioxid og andre småmolekylære stoffer ikke passere karvæggen – den semipermeable membran – da molekylerne er for store. Plasmaproteinerne forlader altså ikke blodbanen. Albumin er det plasmaprotein der har størst betydning for det kolloidosmotiske tryk. 
Det hydrostatiske tryk (HT) er det tryk der opstår i en væske når den "er spæret inde" – svarende til det tryk som luften i en cykelslange yder på gummien indefra. Blodets hydrostatiske tryk er det tryk som blodet yder indefra på blodåren. Det er altså det hydrostatiske tryk der presser vand ud gennem den semipermeable karvæg. Normalt opvejes denne vandtransport ud af blodet af en vandtransport tilbage fra vævet til blodet. Denne tilbagetransport skyldes det kolloidosmotiske tryk.
I den arterielle del af kapillærerne er det hydrostatiske tryk ca. 30 mmHg og det kolloid-osmotiske tryk er 20 mmHg. Det vil sige at trykket som presser vand (og heri opløste næringsstoffer og salte) ud fra kapillærerne (HT), er større end det tryk som suger væsken tilbage (KT). Det vil så sige at i den arterielle del af kapillærerne vil væsken strømme ud i den intercellulære væske (Nettotrykket = filtrationstrykket er 10 mmHg og altså positivt).
I den venøse del af kapillærerne er det hydrostatiske tryk faldet til 10 mmHg, bl.a. fordi det samlede tværsnit (og hermed det samlede karvolumen) af blodkarrene øges ved forgreningen gennem vævet. Det kolloid-osmotiske tryk er uændret 20 mmHg. Det vil så sige at i den venøse del af vævet er det det kolloid-osmotiske tryk som er dominerende, og der vil derfor strømme vand (med deri opløste salte og affaldsstoffer) fra den intercellulære væske og ind i kapillærerne (Filtrationstrykket er -10 mmHg og altså negativt).